# 似條斑副緋鯉
似條斑副緋鯉（学名：Parupeneus barberinoides），為輻鰭魚綱鱸形目鬚鯛科副绯鲤属的一種鱼类，俗名「秋姑、鬚哥」。

## 分布
本魚分布於西太平洋區，包括泰國、菲律賓、印尼、中國南海、東海、日本、台灣、越南、新幾內亞、所羅門群島、澳洲、馬里亞納群島、馬紹爾群島、密克羅尼西亞、帛琉、諾魯、斐濟群島、東加等海域。该物种的模式产地在印度尼西亞塞蘭海（Wahai、Ceram）。

## 深度
水深5至30公尺。

## 特徵
本魚體前後成兩種色彩變化；頭及前半部為黑褐色，眼後至背部有一淡色縱帶，體後半部成污黃色，分界處有一肉色淡斑，尾柄及尾鰭上葉各有一黑點，第二背鰭及尾鰭下葉又各有一黑線。，尾鰭分叉，背鰭兩個。背鰭硬棘共8枚、軟條共9枚；臀鰭硬棘1枚、軟條7枚。側線鱗片數28至30枚。體長可達30公分。

## 生態
本魚棲息礁石區或潟湖，成小群活動，肉食性，以無脊椎動物為食物。

## 經濟利用
食用魚，肉質細嫩，脂肪多，適合煎食或油炸，另外體色鮮艷可做為觀賞魚。